# Matthew Walker (vědec)
Matthew P. Walker (* 1973 Liverpool) je britský vědec, profesor neurovědy a psychologie na Kalifornské univerzitě v Berkeley a přední expert na výzkum spánku. Je autorem mezinárodního bestselleru „Why We Sleep“ (Proč spíme). Publikuje na svém blogu  a je aktivní na Twitteru.

## Vzdělání a kariéra
Walker vystudoval neurovědu na Nottinghamské univerzitě. Titul Ph.D. získal v neuropsychologii na Medical Research Council v Londýně. Poté se stal profesorem psychiatrie na Harvard Medical School ve Spojených státech amerických. Nyní působí jako profesor neurovědy a psychologie na Kalifornské univerzitě. Je zakladatelem a ředitelem Center for Human Sleep Science.
Zabývá se výzkumem spánku a jeho dopadem na lidské zdraví. Je držitelem několika cen, například od National Science Foundation nebo od National Institutes of Health. Publikoval přes 100 vědeckých prací. O svém výzkumu a poznatcích hovoří i v médiích, příkladem je pořad CBS 60 Minutes, National Geographic Channel, NOVA ScienceNow nebo BBC.

## Kniha Proč spíme (Why We Sleep)
Katastrofální nedostatek odpočinku může vážně ohrozit zdraví, to je základní teze, kterou Matthew P. Walker vznesl a již rozvádí ve své knize Why We Sleep (Proč spíme). Moderní doba nás okrádá o spánek. Televizní a počítačové obrazovky, delší dojíždění a řada dalších aspektů vedou k nedostatku spánku. Tím trpí každý, kdo spí méně než sedm hodin denně. Nepravidelný spánkový režim souvisí se vznikem rakoviny, cukrovky, se srdečními chorobami a dalšími zdravotními potížemi. Když člověk spí jen čtyři nebo pět hodin, zvyšuje se podle Walkera riziko vzniku vážného onemocnění (Alzheimerova choroba, Parkinsonova choroba, rakovina, kardiovaskulární onemocnění, cukrovka nebo obezita). „Množství našich přirozených strážců, které máme v těle a chrání nás, klesne po takové noci až o 70 %,“ konstatuje.
Spánek je jedním z nejdůležitějších aspektů našeho života. Posiluje naši schopnost učit se, pamatovat si a činit logická rozhodnutí. Pomáhá vyrovnávat naše emoce, zlepšuje náš imunitní systém i metabolismus. Snění zklidňuje bolestivé vzpomínky, podněcuje kreativitu.
Ve své knize Why We Sleep Walker odpovídá na klíčové otázky ohledně spánku, například jak kofein a alkohol ovlivňují spánek, co se děje během fáze REM, proč se naše spánkové vzorce během života mění.